# 邁丹 (季斯梅尼齊亞區)
49°0′27″N 24°33′40″E / 49.00750°N 24.56111°E
邁丹（烏克蘭語：Майдан），是烏克蘭西部的村莊，隸屬伊萬諾-弗蘭科夫斯克州的伊萬諾-弗蘭科夫斯克區。該村始建於1668年，面積2.66平方公里，2001年人口1,117，人口密度每平方公里419.9人。